# Jorge Buxadé
Jorge Buxadé Villalba (ur. 16 czerwca 1975 w Barcelonie) – hiszpański i kataloński polityk oraz prawnik, działacz partii Vox, poseł do Parlamentu Europejskiego IX i X kadencji.

## Życiorys
W 1999 ukończył studia prawnicze na katalońskim prywatnym uniwersytecie Universitat Abat Oliba CEU. W 2003 dołączył do Cuerpo de Abogados del Estado, korpusu urzędników służby cywilnej. Od 2008 członek izby adwokackiej w Barcelonie. Był sekretarzem katalońskiego regionalnego trybunału gospodarczo-administracyjnego. Wykładał prawo administracyjne na macierzystej uczelni i na UIC Barcelona. Został też arbitrem w barcelońskim trybunale arbitrażowym. Reprezentował państwo hiszpańskie w sporze prawnym dotyczącym zorganizowania w gminie Arenys de Munt w 2009 niewiążącego referendum dotyczącego niepodległości Katalonii.
W połowie lat 90. związany z ugrupowaniami odwołującymi się do Falangi, był m.in. kandydatem z listy formacji Falange Española de las JONS. Później współpracował z Montserrat Nebrerą, regionalną posłanką Partii Ludowej. Objął funkcję przewodniczącego Fòrum Català de la Família, konserwatywnej organizacji działającej m.in. na rzecz delegalizacji aborcji.
Wstąpił również do ugrupowania Vox, wszedł w skład krajowego komitetu wykonawczego tej partii. W 2019 został liderem swojego ugrupowania w wyborach do Europarlamentu. W wyniku głosowania z maja tegoż roku uzyskał mandat eurodeputowanego IX kadencji. Z powodzeniem ubiegał się o reelekcję w 2024.